# Beccariella rubicunda
Beccariella rubicunda är en tvåhjärtbladig växtart som först beskrevs av Jean Baptiste Louis Pierre och Henri Ernest Baillon, och fick sitt nu gällande namn av Jean Baptiste Louis Pierre. Beccariella rubicunda ingår i släktet Beccariella och familjen Sapotaceae.
Artens utbredningsområde är Nya Kaledonien. Inga underarter finns listade i Catalogue of Life.